# Västergötlands runinskrifter 246
Vg 246 är en medeltida ( 1100-1175) dopfunt av sandsten i Blidsbergs kyrka, Blidsbergs socken och Ulricehamns kommun.

## Inskriften
Translitterering av runraden:
+ þormoþr : giarþi bofi
Normalisering till äldre fornsvenska:
Þormoðr gærði. Bofi.
Översättning till nusvenska:
Tormod gjorde (dopfunten). Bove.»
Dopfunten dateras till 1100–1175 och har engelska paralleller från tiden före 1087.